# Bănărești, Argeș
Bănărești este un sat în comuna Săpata din județul Argeș, Muntenia, România.